# Hidden Falls
Die Hidden Falls sind ein Wasserfall im Fiordland-Nationalpark auf der Südinsel Neuseelands. Er liegt im Lauf des Hidden Falls Creek und stürzt in das Tal des Hollyford River/Whakatipu Kā Tuka. Seine Fallhöhe beträgt 31 Meter.
Der Wasserfall befindet sich direkt am Wanderweg Hollyford Track und ist über diesen vom Ende der Hollyford Road in einer etwa zweistündigen Wanderung erreichbar.